# Kampumba
Kampumba è un ward dello Zambia, parte della Provincia Centrale e del Distretto di Kapiri Mposhi.